# Julian Sands
Pour les articles homonymes, voir Sands.
Julian Sands, né le 4 janvier 1958 à Otley, dans le Yorkshire de l'Ouest, Angleterre, et mort aux alentours du 13 janvier 2023 sur les Monts San Gabriel, au nord de Los Angeles, est un acteur britannico-américain.
Il est révélé en 1985 par son rôle dans le film Chambre avec vue. On le voit ensuite dans de nombreux films comme Warlock et sa suite, Arachnophobie ou Leaving Las Vegas, ainsi que dans des séries télévisées comme Stargate SG-1, 24 heures chrono ou Smallville.
En janvier 2023, il est porté disparu lors d'une randonnée en montagne. Son corps est retrouvé cinq mois plus tard.

## Biographie

### Débuts
Julian Richard Morley Sands naît le 4 janvier 1958 à Otley, dans le Yorkshire de l'Ouest, Angleterre

### Premiers pas
Julian Sands a fait des études d'art dramatique à la Central School of Speech and Drama à Londres, avant de rejoindre la Forum Theatre Company, une compagnie de théâtre.

### Carrière
En 1983 et 1984, il obtient ses premiers rôles importants dans les films La Déchirure et surtout Chambre avec vue où son interprétation est très remarquée. Il décide alors de partir pour Hollywood.
Il joue des rôles importants dans des films comme Warlock (1989) et sa suite Warlock: The Armageddon (1993), Arachnophobie (1990) et les très controversés Le Festin nu (1991) et Boxing Helena (1993). Il collabore à plusieurs reprises avec le réalisateur Mike Figgis, notamment dans Leaving Las Vegas (1995) et l'expérimental Timecode (2000). Il interprète aussi le fantôme de l'opéra dans la version réalisée par Dario Argento (1998).
À partir des années 2000, il se tourne de plus en plus vers la télévision et apparaît notamment dans des rôles récurrents dans les séries télévisées Stargate SG-1 (2005), 24 heures chrono (2006), où il interprète le méchant principal de la saison 5, Smallville (2009-10), où il interprète Jor-El, et Crossbones (2014). Au cinéma, il joue notamment le rôle du méchant dans Le Médaillon (2003) et des seconds rôles dans Ocean's Thirteen (2007) et Millénium : Les Hommes qui n'aimaient pas les femmes (The Girl with the Dragon Tattoo, 2011).

### Vie privée
Il a été marié de 1984 à 1987 avec la journaliste Sarah Harvey, avec qui il a eu un fils, Henry, né en 1985.
De 1990 à sa mort, il a été marié avec Evgenia Citkowitz (en), avec qui il a eu deux filles.

### Mort
Passionné de montagne, il est porté disparu le 13 janvier 2023 à la suite d'une randonnée pédestre sur le mont Baldy dans les monts San Gabriel, à 80 km au nord-est de Los Angeles, en Californie. En raison des très mauvaises conditions météorologiques, les recherches de la police ne donnent rien dans un premier temps. Son corps est retrouvé par des randonneurs le 24 juin suivant, puis formellement identifié trois jours plus tard.

## Filmographie

### Cinéma

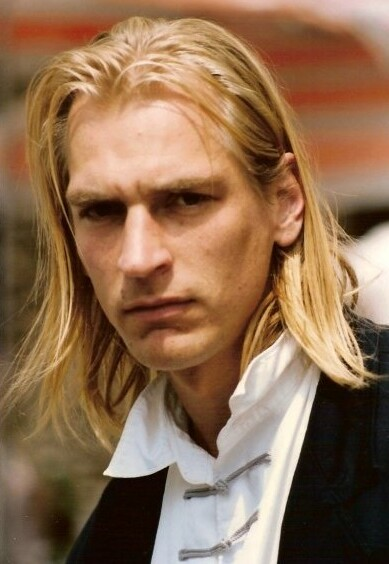
Julian Sands au Festival de Cannes 1990.

- 1983 : Privates on Parade (en) de Michael Blakemore : le marin qui grimpe
- 1984 : Oxford Blues de Robert Boris : Colin Gilchrist Fisher
- 1984 : La Déchirure (The Killing Fields) de Roland Joffé : Jon Swain
- 1985 : After Darkness de Sergio Guerraz : Laurence Hunningford
- 1985 : Le Docteur et les Assassins (The Doctor and the Devils) de Freddie Francis : Dr. Murray
- 1985 : Chambre avec vue (A Room with a View) de James Ivory : George Emerson
- 1986 : Gothic de Ken Russell : Percy Bysshe Shelley
- 1987 : Siesta de Mary Lambert : Kit
- 1988 : Vibes de Ken Kwapis : Dr Harrison Steele
- 1988 : Au-delà du vertige (pl) (Wherever You Are...) de Krzysztof Zanussi : Julian
- 1989 : Warlock de Steve Miner : Warlock
- 1989 : Manika, une vie plus tard de François Villiers : Père Daniel Mahoney
- 1989 : Tennessee Nights de Nicolas Gessner : Wolfgang Leighton
- 1990 : Arachnophobie (Arachnophobia) de Frank Marshall : Dr James Atherton
- 1990 : Le Soleil même la nuit (Il sole anche di notte) de Paolo et Vittorio Taviani : Sergio Giuramondo
- 1991 : Cattiva de Carlo Lizzani : Gustav
- 1991 : Impromptu de James Lapine : Franz Liszt
- 1991 : Grand Isle de Mary Lambert : Alcee Arobin
- 1991 : La villa del venerdì de Mauro Bolognini : Stefan
- 1991 : Le Festin nu (Naked Lunch) de David Cronenberg : Yves Cloquet
- 1992 : Le Tour d'écrou (The Turn of the Screw) de Rusty Lemorande : M. Cooper
- 1992 : Tale of a Vampire de Shimako Satō : Alex
- 1993 : Boxing Helena de Jennifer Chambers Lynch : Dr Nick Cavanaugh
- 1993 : Warlock: The Armageddon d'Anthony Hickox : Warlock
- 1994 : Les Leçons de la vie (The Browning Version) de Mike Figgis : Tom Gilbert
- 1994 : Lamerica de Gianni Amelio : non crédité
- 1994 : Mario et le Magicien (Mario und der Zauberer) de Klaus Maria Brandauer : Professeur Fuhrmann
- 1995 : Leaving Las Vegas de Mike Figgis : Yuri
- 1996 : Never Ever de Charles Finch : Roderick
- 1997 : Long Time Since : Michael James
- 1997 : Pour une nuit (One Night Stand) de Mike Figgis : Chris
- 1998 : Le Fantôme de l'Opéra (Il Fantasma dell'opera) de Dario Argento : le fantôme
- 1999 : La Fin de l'innocence sexuelle (The Loss of Sexual Innocence) de Mike Figgis : Nic adulte
- 2000 : Amours mortelles (Mercy) de Damian Harris : Dr. Dominick Broussard
- 2000 : The Million Dollar Hotel de Wim Wenders : Terence Scopey
- 2000 : Love me de Laetitia Masson : Le marin
- 2000 : Time Code (Timecode) de Mike Figgis : Quentin, le masseur
- 2000 : Vatel de Roland Joffé : Louis XIV
- 2001 : Hotel de Mike Figgis : le guide touristique
- 2002 : The Scoundrel's Wife de Glen Pitre : Dr Lenz
- 2003 : Le Médaillon (The Medallion) de Gordon Chan : Snakehead
- 2003 : Easy Six de Chris Iovenko : Packard Schmidt
- 2004 : L'Enfer des loups (Romasanta) de Paco Plaza : Manuel Romasanta
- 2005 : Her Name is Carla de Jay Anania : Bill
- 2006 : La Piste (The Trail) d'Eric Valli : Gary
- 2007 : Ocean's Thirteen de Steven Soderbergh : Greco Montgomery
- 2009 : Blood and Bone : Franklin McVeigh
- 2010 : Golf in the Kingdom de Susan Streitfeld : Peter McNaughton
- 2011 : Millénium : Les Hommes qui n'aimaient pas les femmes (The Girl with the Dragon Tattoo) : Henrik Vanger, jeune
- 2012 : Suspension of Disbelief de Mike Figgis : l'inspecteur Hackett
- 2014 : Cesar Chavez: An American Hero : le représentant de Victore
- 2014 : Jetty de Skylar Nielsen
- 2017 : La Maison biscornue (Crooked House) de Gilles Paquet-Brenner : Philip Leonides
- 2019 : L'Oiseau bariolé (Nabarvené ptáče) de Václav Marhoul
- 2021 : The Survivalist de Jon Keeyes : Heath
- 2023 : La dernière plongée de Joachim heden

### Télévision

#### Téléfilms
- 1985 : Coup de foudre dans l'Orient-Express (Romance on The Orient Express) de Lawrence Gordon Clark : Sandy
- 1986 : Harem de William Hale : Forest
- 1987 : Basements : M. Sands (segment de The Room)
- 1989 : Murder by Moonlight : Major Stepan Gregorivitj Kirilenko
- 1990 : Blood Royal: William the Conqueror : Edgar Atheling
- 1992 : Crazy in Love : Mark Constable
- 1994 : Chasseur de sorcières (Witch Hunt) : Finn Macha
- 1995 : The Great Elephant Escape : Clive Potter
- 1996 : The Tomorrow Man : Ken
- 1997 : End of Summer : Basil
- 2004 : L'Anneau sacré (Ring of the Nibelungs) d'Uli Edel : Hagen von Tronje
- 2005 : Kenneth Tynan: In Praise of Hardcore : Sir Laurence Olivier
- 2008 : Stargate : L'Arche de vérité : Doci
- 2008 : Le Prix de la trahison (Cat City) : Nick Compton
- 2009 : La Créature de Sherwood (Beyond Sherwood Forest) de Peter DeLuise : Malcolm
- 2014 : De cœur inconnu (Rosamunde Pilcher : Unknown Heart) : Richard Mellor

#### Séries télévisées
- 1984 : Le soleil se lève aussi (The Sun Also Rises) : Gerald (mini-série)
- 2000-2002 : Jackie Chan : Valmont (voix originale, 26 épisodes)
- 2002 : Rose Red : Nick Hardaway (mini-série)
- 2002 : Napoléon : Klemens Wenzel von Metternich (mini-série)
- 2004 : The L Word : Nick Barashkov (saison 1, épisode 4)
- 2005 : Stargate SG-1 : Doci (saison 9, épisodes 3 et 10)
- 2005 : New York, unité spéciale : Barclay Pallister (saison 7, épisode 2)
- 2006 : New York, section criminelle : Philip Reinhardt (saison 5, épisode 16)
- 2006 : 24 Heures chrono : Vladimir Bierko (11 épisodes, saison 5)
- 2007 : Ghost Whisperer : Ethan Clark (saison 2 épisodes 21 et 22)
- 2007 : Blood Ties : Javier Mendoza (saison 1 épisodes 7 et 8)
- 2007 : Miss Marple : Thomas Royde (épisode : L'Heure zéro)
- 2008 : Lipstick Jungle : Les Reines de Manhattan : Hector Matrick (5 épisodes)
- 2009 : Castle : Teddy Farrow (saison 2, épisode 3)
- 2009-2010 : Smallville : Jor-El (saison 9, épisode 7 et saison 10, épisode 8)
- 2012 : Person of Interest : Alistair Wesley (saison 2, épisode 7)
- 2013 : Dexter : Miles Castner (saison 8, épisode 7)
- 2014 : Banshee : le prêtre (3 épisodes)
- 2014 : Crossbones : William Jagger (saison 1)
- 2014 : Gotham : Dr Crane (saison 1)
- 2018 : Blacklist : Sutton Ross (saison 5, épisode 22)
- 2018 : Elementary : Jasper Wells (The Adventure of the Ersatz Sobekneferu, saison 6, épisode 10)
- 2018 : Les Médicis : Maîtres de Florence : Piero de' Medici (récurrent saison 2)
- 2019 : What/If, série télévisée